# Saint-Odilon-de-Cranbourne
Saint-Odilon-de-Cranbourne est une municipalité dans la municipalité régionale de comté de Beauce-Centre au Québec (Canada), située dans la région administrative de Chaudière-Appalaches.

## Toponymie
Le nom Cranbourne aurait été donné par les premiers colons protestants pour rappeler une petite ville d'Angleterre, dans le Dorset. La paroisse de Saint-Odilon-de-Cranbourne fut fondée en 1883.

## Histoire

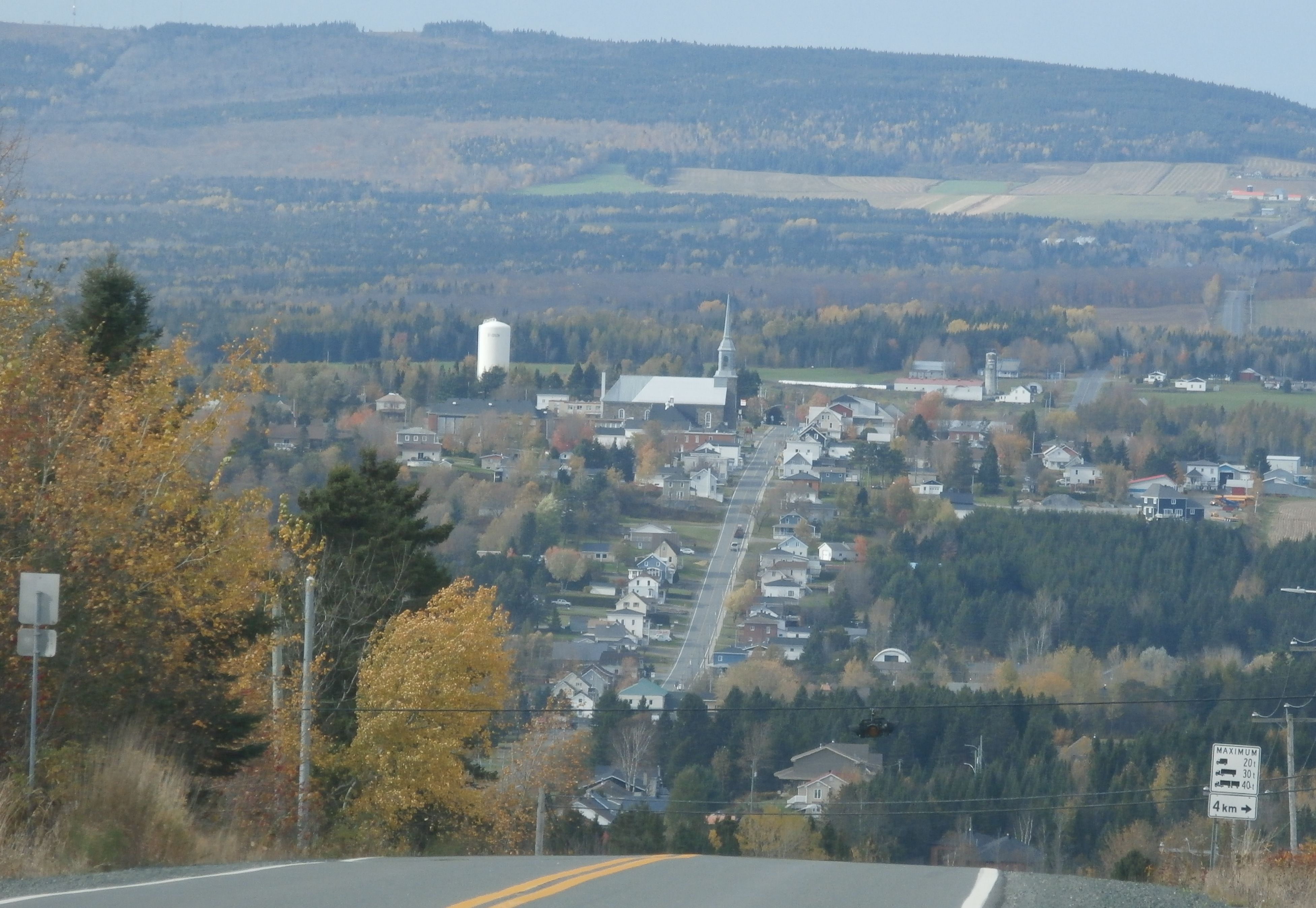
Village de Saint-Odilon-de-Cranbourne.

Le saint patron de la paroisse est Odilon de Cluny mais ce nom fut surtout choisi pour rendre hommage à Odilon Paradis, premier prêtre missionnaire dans les cantons de Cranbourne et Frampton, alors peuplé majoritairement par des immigrants irlandais.
En fait les premières Nations peuplaient le territoire de Saint-Odilon-de-Cranbourne avant la colonisation par trois groupes ethniques différents. Les premiers furent des Anglais et des Écossais protestants, ensuite des Irlandais catholiques et pour finir les canadiens-français. Vers la fin du XIXe siècle, en raison de l'émigration, les familles protestantes avaient été remplacées par les Irlandais qui, en raison de l'émigration mais aussi de l'assimilation à la majorité francophone, furent à leur tour remplacé par des familles canadienne-françaises.

### Chronologie
- 1er juillet 1845 : Érection du township de Cranbourne.
- 1er septembre 1847 : Fusion de plusieurs entités municipales dont Cranbourne et érection du comté de Dorchester.
- 1er juillet 1855 : Division du comté de Dorchester en plusieurs entités municipales dont le township de Cranbourne.
- 27 janvier 1892 : Le township de Cranbourne devient la paroisse de Saint-Odilon de Cranbourne.
- 15 mars 1969 : La paroisse change son nom pour Saint-Odilon-de-Cranbourne.
- 3 décembre 2022: La paroisse change son statut pour celle de municipalité[1].

## Géographie
La rivière Calway traverse le nord-ouest de la municipalité du nord-ouest vers le sud-ouest.
À partir de son crénon au nord-est de la municipalité, la rivière des Plante coule vers sud-ouest.
La rivière Viveine coule du nord-est vers l'est de la municipalité où elle conflue sur la rive gauche de la rivière Etchemin qui travers la limite est de la municipalité en direction nord.
À partir de son crénon dans le sud-ouest de la municipalité, la rivière Lanigan coule vers le nord-est jusqu'à sa confluence avec la rivière Etchemin.
À partir de leur crénon dans le sud-ouest de la municipalité les rivières Noire  et Noire Est coulent vers le sud-ouest. À partir de son crénon dans le sud-est de la municipalité la rivière Flamand coule vers le sud.

## Démographie
| 1861 | 1871 | 1881 | 1891 | 1901  | 1911  | 1921  | 1931  |
| ---- | ---- | ---- | ---- | ----- | ----- | ----- | ----- |
| 416  | 598  | 859  | 997  | 1 300 | 1 541 | 1 426 | 1 529 |

| 1941  | 1951  | 1956  | 1961  | 1966  | 1971  | 1976  | 1981  |
| ----- | ----- | ----- | ----- | ----- | ----- | ----- | ----- |
| 1 635 | 1 661 | 1 773 | 1 722 | 1 717 | 1 599 | 1 529 | 1 556 |

| 1986  | 1991  | 1996  | 2001  | 2006  | 2011  | 2016  | 2021  |
| ----- | ----- | ----- | ----- | ----- | ----- | ----- | ----- |
| 1 529 | 1 454 | 1 448 | 1 438 | 1 440 | 1 459 | 1 374 | 1 407 |

## Administration
Les élections municipales se font en bloc pour le maire et les six conseillers.
| Saint-Odilon-de-Cranbourne Maires depuis 2001                                                                        |                 |         |          |
| Élection | Maire           | Qualité | Résultat |
| 2001 | André Labbé     |         | Voir     |
| 2005 | André Labbé     | Voir    |          |
| 2009 | André Labbé     | Voir    |          |
| 2013 | André Labbé     | Voir    |          |
| 2017 | Denise Roy      |         | Voir     |
| 2021 | Patrice Mathieu |         | Voir     |
| Élection partielle en italique Depuis 2005, les élections sont simultanées dans toutes les municipalités québécoises |                 |         |          |

## Personnalités
- Dominic Bellavance, écrivain;
- Édith Boivin-Béluse, musicienne;
- Simon Nolet, athlète;
- Mgr François Thibodeau (Saint-Odilon-de-Cranbourne, 1939 - 2023), cinquième évêque d'Edmundston.